# Jean Ransy
Jean Ransy, né à Baulers le 11 mars 1910 et mort à Jumet, section de la ville de Charleroi, le 6 décembre 1991, est un peintre belge qu'on inscrit parfois dans le surréalisme, mais que l'on peut considérer aussi comme le peintre de l'onirisme. Ses créations artistiques se sont faites sur des supports variés tels que les mosaïques, tapisseries et peintures murales ayant dans certains cas un caractère monumental.

## Biographie
Jean Florian Lucien Ranzy, né le 11 mars 1910 à Baulers, est le fils de Paul Ransy, employé, et de Jeanne Ladrier. Il s'est marié avec Irène Tassin.
De 1924 à 1930, il reçoit une formation artistique à l' Académie des beaux-arts de Bruxelles notamment chez Constant Montald et Henri Van Haelen. Lors d'un voyage en Italie, il découvre la peinture de Giorgio de Chirico qui donnera une nouvelle tournure à sa carrière artistique. Il était membre comme Gustave Camus du groupe « Hainaut cinq » et du cercle « Les artistes du Hainaut ». Il devient professeur de peinture des cours de dessin d'après l'antique à l'Académie des beaux-arts de Bruxelles.
Le 2 juillet 1970, il est élu membre correspondant de la Classe des Beaux-Arts de l'Académie royale des sciences, des lettres et des beaux-arts de Belgique, section peinture puis membre de l'Académie le 6 janvier 1972.
Jean Ransy a participé à la décoration de plusieurs édifices à Charleroi : la monumentale mosaïque de l'Église Saint-Christophe, les vitraux du Conservatoire Arthur Grumiaux et une peinture murale au Palais des Beaux-Arts de Charleroi.
À l'Académie des Beaux-Arts de Bruxelles il enseigne le dessin d'après nature et à l'Académie des Beaux-Arts de Charleroi la peinture de chevalet.
Son style se rapproche du réalisme magique, du symbolisme et du surréalisme. Il se réfère à différents mythes fondateurs de l' Antiquité, du Moyen Âge et  de l' architecture vénitienne.  Son goût se porte sur les saints, les animaux fabuleux et les personnages mythologiques placés dans un environnement féérique. Il « porta ses choix sur la technique analytique des primitifs : ce dessinateur de la précision est un savant de la technique picturale classique ». Vu sa notoriété internationale, l'on retrouve ses œuvres en Belgique et à l'étranger
Un des prix du Hainaut est décerné d'après ses dispositions testamentaires : Le Prix de Peinture figurative Jean et Irène Ransy. Il s'élève à 5 000 € et honore un artiste figuratif pratiquant la peinture de chevalet.

## Sélection d'œuvres

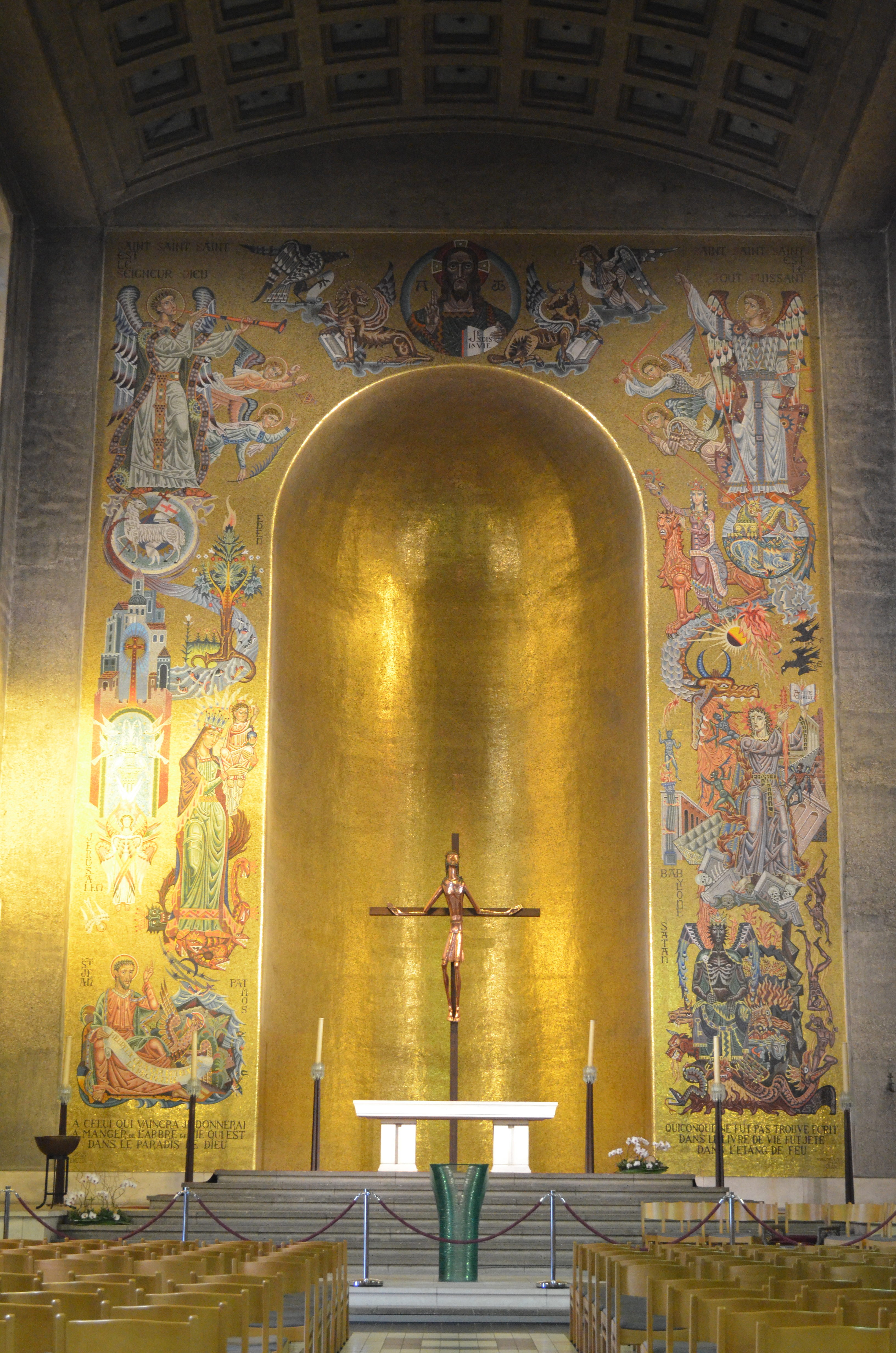
Mosaïque de Jean Ransy de l'église Saint-Christophe de Charleroi en 1958.

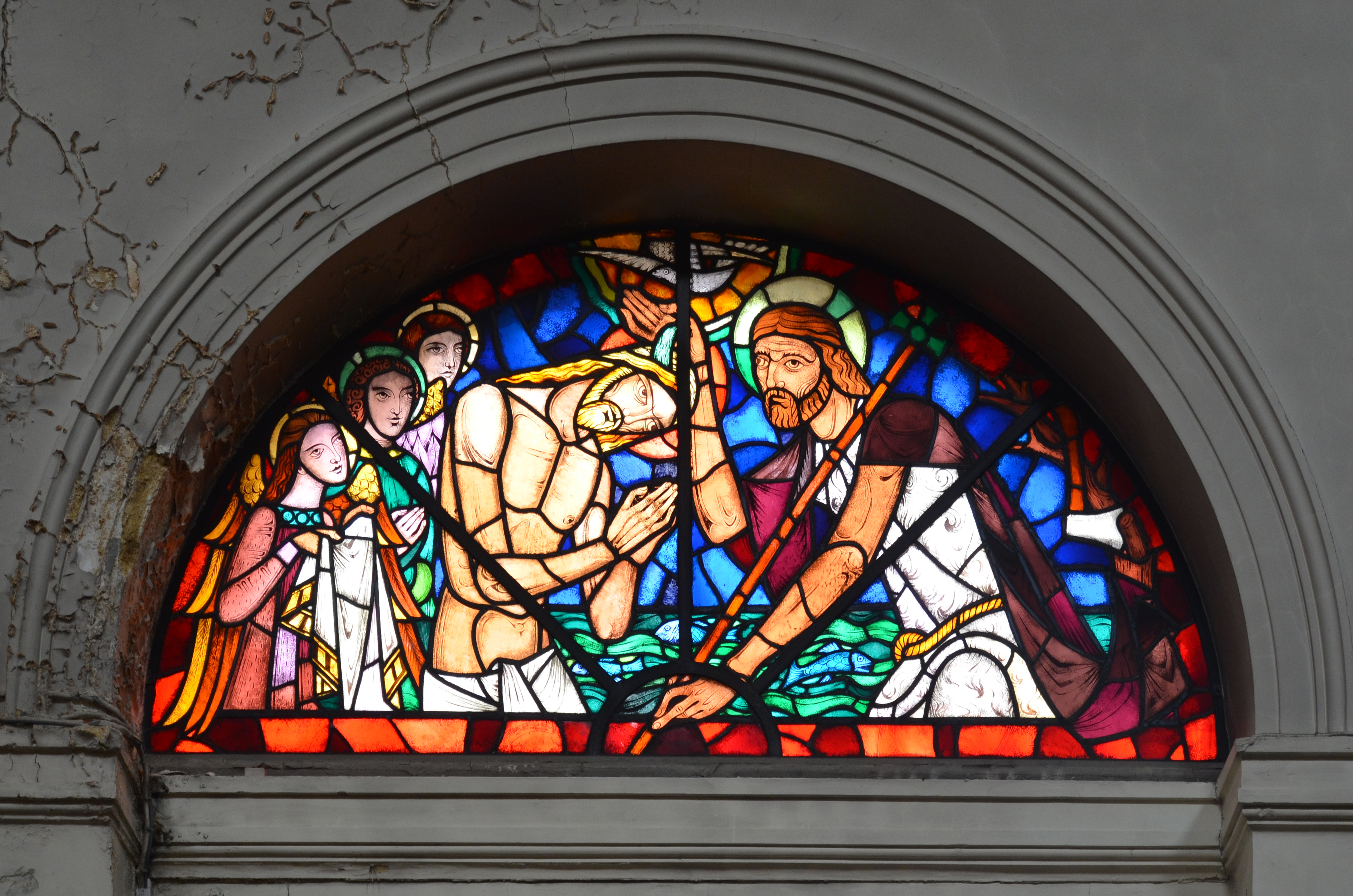
Vitrail de Jean Ransy pour l'église Saint-Antoine-de-Padoue de Charleroi en 1959.

- 1948 : Hercule, Jason et Orphée, huile sur toile
- 1958 :  L'Apocalypse de Saint-Jean, mosaïque monumentale (200 m²) située dans le chœur moderne de l'Église Saint-Christophe de Charleroi. Celle-ci a été réalisée par la maison Orsoni de Venise d’après les cartons de Jean Ransy ;
- 1980 : Le rêve, huile sur toile (musées royaux des beaux-arts de Bruxelles).
- 1983 : Jardin enchanté, tapisserie en coton et laine tissée par l'Atelier de production de la Fondation de la Tapisserie de Vaulx (musée de la tapisserie et des arts du tissu de Tournai).